# Западно-Варшавский повет
Западно-Варшавский повят (пол. Powiat warszawski zachodni) — повят (район) в Польше, входит как административная единица в Мазовецкое воеводство. Центр повята — город Ожарув-Мазовецки. Занимает площадь 532,99 км². Население — 110 984 человека (на 2013 год).

## Административное деление
- города: Блоне, Ломянки, Ожарув-Мазовецкий
- городско-сельские гмины: Гмина Блоне, Гмина Ломянки, Гмина Ожарув-Мазовецки
- сельские гмины: Гмина Изабелин, Гмина Кампинос, Гмина Лешно, Гмина Старе-Бабице

## Демография
Население повята дано на 2013 год.
| Перепись            | Всего   | Мужчины | Женщины |
| ------------------- | ------- | ------- | ------- |
| Всего               | 110 984 | 53 495  | 57 489  |
| Городское население | 39 770  | 18 795  | 20 975  |
| Сельское население  | 71 214  | 34 700  | 36 514  |